# بر کریک، آلاسکا
بر کریک (به انگلیسی: Bear Creek) شهری در بخش شبه‌جزیره کنای ایالت آلاسکا است که جمعیت آن در سرشماری سال ۲۰۰۰ میلادی ۱۷۴۸ نفر بوده‌است.